# Juan Giha
Juan Giha (Lima,[cita requerida] 23 de abril de 1955) es un deportista peruano especializado en tiro. En los Juegos Olímpicos de Barcelona 1992, consiguió su palmarés más importante: medalla de plata en la modalidad skeet. Giha es el penúltimo deportista en conseguir una medalla olímpica para Perú.

## Vida deportiva
De ascendencia palestina por parte de sus abuelos, Giha desde muy temprana edad (catorce años), se dedicó al deporte del tiro al platillo en las modalidades skeet y trap, gracias al apoyo de su padre, Juan Giha Ali, que representó al Perú en los Juegos Olímpicos de Múnich 1972 y en varias competencias internacionales.
Inició sus prácticas en el Club Revólver situado en el Rímac. Giha se destacó entre los tiradores de la época como una promesa en el deporte nacional.
Los logros deportivos en su prolífera carrera deportiva son muchos, los más resaltantes:
- Campeón sudamericano en 1980
- Campeón sudamericano en 1985
- Campeón internacional en 1991
- Campeón internacional en 1993
- Medalla olímpica de plata en los JJ. OO. de Barcelona 1992
- Medalla de bronce en el Campeonato Mundial 1997
- Campeón nacional del Perú en diferentes categorías veintisiete veces